# Geoplana
Geoplana es un género de planarias terrestres que se encuentra en América del Sur.

## Historia taxonómica
El género Geoplana fue erigido en 1857 por William Stimpson e incluía a la mayoría de las planarias terrestres con varios ojos distribuidos a lo largo del cuerpo. Las especies con solo dos ojos se colocaron en el género Rhynchodemus, mientras que las especies con cabeza en forma de media luna se colocaron en Bipalium.
En el mismo año, aparentemente sin conocer el artículo de Stimpson, el naturalista Max Schultze, basado en información publicada y nuevas especies recolectadas en Brasil por el naturalista Fritz Müller, también erigió un género llamado Geoplana, pero incluyó todas las planarias terrestres en él. Sin embargo, prevaleció el sistema de Stimpson.
Durante la mayor parte del siglo XX, se colocaron en Geoplana muchas especies nuevas de planarias terrestres, en su mayoría de Australia y América del Sur. En 1955, Eudóxia Maria Froehlich definió que Geoplana vaginuloides sería la especie tipo de Geoplana, ya que fue la primera especie catalogada por Stimpson.
En 1990, Robert E. Ogren y Masaharu Kawakatsu publicaron una revisión de la clasificación de las planarias terrestres y dividieron a Geoplana en cuatro géneros: Geoplana, Gigantea, Notogynaphallia y Pasipha. Geoplana retuvo todas las especies con testículos dorsales, un pene protráctil y un canal femenino que ingresa al antro genital dorsalmente. Las especies con testículos ventrales, sin pene protráctil o con un canal femenino que ingresa ventralmente al antro genital se ubicaron en otros géneros.
Durante el siglo XXI, los estudios moleculares revelaron que Geoplana sensu Ogren & Kawakatsu aún era heterogénea. Un estudio publicado en 2013 por Carbayo et al., basado en datos moleculares, dividió a Geoplana en 6 géneros: Geoplana, Barreirana, Cratera, Matuxia, Obama y Paraba. Solo quedaron tres especies como Geoplana, junto con varias incertae sedis.

## Descripción actual
Actualmente, el género Geoplana se caracteriza por tener las características descritas por Ogren & Kawatasu (testículos dorsales, un pene protráctil y un canal femenino que ingresa al antro genital dorsalmente) además de varios otros, como un cuerpo delgado con márgenes casi paralelos, un fuerte convexo dorso, ojos monolobulados (es decir, simples y circulares, con un solo lóbulo), y un fuerte tubo muscular alrededor del intestino.

## Especies
Las siguientes especies se reconocen actualmente en el género Geoplana:
- Geoplana alterfusca Hyman, 1962
- Geoplana arkalabamensis Ogren & Darlington, 1991
- Geoplana aymara Du Bois-Reymond Marcus, 1951
- Geoplana beckeri Froehlich, 1959
- Geoplana bimbergi Fuhrmann, 1914
- Geoplana caleta Froehlich, 1978
- Geoplana cantuta Du Bois-Reymond Marcus, 1951
- Geoplana caucaensis Fuhrmann, 1914
- Geoplana caya Du Bois-Reymond Marcus, 1951
- Geoplana chalona Du Bois-Reymond Marcus, 1951
- Geoplana chanca Froehlich, 1978
- Geoplana chilihua Du Bois-Reymond Marcus, 1958
- Geoplana chita Froehlich, 1956
- Geoplana chiuna Froehlich, 1955
- Geoplana chulpa Du Bois-Reymond Marcus, 1951
- Geoplana crawfordi Beauchamp, 1939
- Geoplana cyanea Fyfe, 1956
- Geoplana doederleini Schirch, 1929
- Geoplana duca Marcus, 1951
- Geoplana excellentissima Negrete, Brusa & Damboronea, 2012
- Geoplana fragai Froelich, 1955
- Geoplana fuhrmanni Hyman, 1962
- Geoplana fusca Hyman, 1962
- Geoplana gabriellae Du Bois-Reymond Marcus, 1951
- Geoplana goetschi Riester, 1938
- Geoplana guacensis Fuhrmann, 1914
- Geoplana hina Marcus, 1951
- Geoplana irua Du Bois-Reymond Marcus, 1958
- Geoplana jandira Froehlich, 1955
- Geoplana lama Du Bois-Reymond Marcus, 1957
- Geoplana lambaya Du Bois-Reymond Marcus, 1958
- Geoplana lareta Du Bois-Reymond Marcus, 1958
- Geoplana leucophryna Marcus, 1951
- Geoplana mayori Fuhrmann, 1914
- Geoplana mirim Froehlich, 1972
- Geoplana mixopulla Ogren & Kawakatsu, 1990
- Geoplana multipunctata Fuhrmann, 1914
- Geoplana nigra Froehlich, 1959
- Geoplana notophthalma Riester, 1938
- Geoplana pavani Marcus, 1951
- Geoplana pichuna Du Bois-Reymond Marcus, 1951
- Geoplana picta Froehlich, 1956
- Geoplana placilla Froehlich, 1978
- Geoplana pulchella Müller, 1856
- Geoplana quagga Marcus, 1951
- Geoplana quenua Du Bois-Reymond Marcus, 1958
- Geoplana quichua Du Bois-Reymond Marcus, 1951
- Geoplana regia Froehlich, 1955
- Geoplana saima Du Bois-Reymond Marcus, 1951
- Geoplana shapra Du Bois-Reymond Marcus, 1957
- Geoplana takia Du Bois-Reymond Marcus, 1951
- Geoplana talpa Du Bois-Reymond Marcus, 1951
- Geoplana tamboensis Fuhrmann, 1914
- Geoplana taxiarcha Marcus, 1951
- Geoplana tirua Froehlich, 1978
- Geoplana toriba Froehlich, 1957
- Geoplana ubaquensis Fuhrmann, 1914
- Geoplana unicolor Hyman, 1955
- Geoplana vaginuloides (Darwin, 1844) Schultze, 1856
- Geoplana valdiviana Grau & Carbayo, 2010
- Geoplana vicuna Du Bois-Reymond Marcus, 1957